# Nemertodermàtides
Els nemertodermàtides (Nemertodermatida) són un ordre del fílum xenacelomorfs, subfílum acelomorfs. Inclou petits cucs plans abans classificats com a platihelmints.

## Filogènia
Abans, els nemertodermàtides es consideraven un ordre dins dels platihelmints turbel·laris. Però diverses proves bioquímiques van evidenciar que tant els nemertodermàtides com els acels posseïen un nombre de gens Hox inferior a la resta de platihelmints. Per aquest motiu es va considerar més adient formar un nou fílum, Acoelomorpha, per incloure dos ordres (actualment és un subfílum del fílum Xenacoelomorpha); es considera que és grup més primitiu d'organismes bilaterals triblàstics.
Aquesta és la filogènia d'acord amb els anàlisis genètics:
|  | Spiralia  |
|  |           |
|  | Ecdysozoa |
|  |           |

|  | Ambulacraria |
|  |              |
|  | Chordata     |
|  |              |

|  | Spiralia  |
|  |           |
|  | Ecdysozoa |
|  |           |

|  | Ambulacraria |
|  |              |
|  | Chordata     |
|  |              |

|  | Spiralia  |
|  |           |
|  | Ecdysozoa |
|  |           |

|  | Ambulacraria |
|  |              |
|  | Chordata     |
|  |              |

|  | Spiralia  |
|  |           |
|  | Ecdysozoa |
|  |           |

|  | Ambulacraria |
|  |              |
|  | Chordata     |
|  |              |

## Taxonomia
Els nemertodermàtides inclouen dues famílies:
- Família Ascopariidae Sterrer, 1998
- Família Nemertodermatidae Steinböck, 1930